# Lene Auestad
Lene Auestad (nacida el 8 de octubre de 1973 en Noruega) es autora y filósofa de la Universidad de Oslo. Ha escrito sobre temas de prejuicio, exclusión social y derechos de las minorías, y ha contribuido a debates públicos sobre discursos de odio.

## Carrera
Su libro Respeto, pluralidad y prejuicio combinó la teoría crítica con el psicoanálisis y los estudios psicosociales, examinando las fuerzas y estructuras inconscientes subyacentes que conforman los fenómenos de xenofobia, antisemitismo, islamofobia, homofobia y sexismo. Proporciona una visión general de cómo surgen los prejuicios sociales y la discriminación y la violencia que suelen acompañar a estos últimos. Además, argumenta que para comprender completamente cómo funciona un fenómeno complejo como el prejuicio, necesitamos alterar nuestra comprensión filosófica occidental tradicional del sujeto como un agente supuestamente totalmente racional, autónomo e individual. Auestad argumenta que necesitamos una comprensión más situada y relacional de la subjetividad y el sujeto, ya que los prejuicios y los actos de discriminación siempre tienen lugar en un entorno contextualizado entre sujetos cuyos pensamientos y acciones se influyen mutuamente.
También ha escrito sobre el auge del nacionalismo en los países europeos, tanto en términos de su expresión en grupos de extrema derecha como en el contexto del lenguaje político y la política cotidianos.

#### El "yo" y el "eso"
Auestad sugirió que el psicoanálisis puede usarse para pensar sobre los procesos invisibles y sutiles del poder sobre la representación simbólica, por ejemplo, en el contexto de los estereotipos y la deshumanización, y planteó la cuestión de qué fuerzas gobiernan los estados de cosas que determinan quién es un ' yo' y quién es un 'eso' en la esfera pública.
Fundó y dirige la serie de conferencias internacionales e interdisciplinarias Psychoanalysis and Politics, que tiene como objetivo abordar cómo los problemas políticos contemporáneos pueden analizarse a través de la teoría psicoanalítica y viceversa: cómo los fenómenos políticos pueden reflejarse en pensamiento psicoanalítico. La serie es interdisciplinaria e invita a contribuciones teóricas y estudios de casos históricos, literarios o clínicos de filósofos, sociólogos, psicoanalistas, psicoterapeutas, analistas de grupo, teóricos literarios, historiadores, politólogos, políticos, activistas políticos y otros. Las perspectivas de diferentes escuelas psicoanalíticas son muy bienvenidas. Desde 2010, se han realizado conferencias en Barcelona, Budapest, Copenhague, Helsinki, Lisboa, Londres, Oslo, París, Estocolmo y Viena, la mayoría de las veces en las salas de una sociedad psicoanalítica amiga. Uno de los presupuestos básicos de las conferencias es que el psicoanálisis no puede darse el lujo de 'cerrarse' y debe reconocer la influencia cultural y política que el mundo exterior tiene sobre él.

## Libros
- Huellas de violencia y libertad de pensamiento (coeditado con Amal Treacher Kabesh, Palgrave, 2017)[11]
- Traumas Compartidos, Silencio, Pérdida, Duelo Público y Privado (Karnac, 2017)[12]
- Respeto, pluralidad y prejuicio: una investigación psicoanalítica y filosófica sobre la dinámica de la exclusión social y la discriminación (Karnac, 2015)[3]
- El nacionalismo y el cuerpo político: el psicoanálisis y el auge del etnocentrismo y la xenofobia (Karnac 2014)[6]
- Psicoanálisis y política: exclusión y política de representación (Karnac 2012)[13]
- Handling, frihet, humanitet. Madre con Hannah Arendt (Acción, Libertad, Humanidad. Encuentros con Hannah Arendt, coeditado con Akademika, Trondheim, 2011)[14]

## Selección de artículos
- Auestad, Lene (1 de diciembre de 2015). «Basic trust and alienation or "we have nothing to reproach ourselves with"». Psychoanalysis, Culture & Society 20 (4): 326-342. doi:10.1057/pcs.2015.41.
- Auestad, Lene (1 de diciembre de 2011). «Splitting, attachment and instrumental rationality. A re-view of Menzies Lyth's social criticism». Psychoanalysis, Culture & Society 16 (4): 394-410. doi:10.1057/pcs.2010.33.
- Auestad, Lene. «To Think or Not to Think : A Phenomenological and Psychoanalytic Perspective on Experience, Thinking and Creativity». Revuecliopsy.fr. Consultado el 22 de noviembre de 2017.

## libros traducidos
- Achille Mbembe, Nekropolitikk og andre ensayos. Oslo: Cappelen Damm Akademisk, 2021. (Del inglés al noruego) Títulos originales: "Necropolítica", "Descolonizando la universidad", "Le puits aux fantasmes".
- Sara Ahmed, Gledesdrepende ensayos . Oslo: Cappelen Damm Akademisk, 2021. (Del inglés al noruego) Títulos originales: "Killing Joy: Feminism and the History of Happiness", "A phenomenology of whiteness", "Affective Economies" 
- Siri Gullestad/ Bjørn Killingmo, Teoría y práctica de la terapia psicoanalítica. Escuchar el subtexto. Londres/Nueva York: Routledge, 2019. (Del noruego al inglés) Título original: Underteksten. Psykoanalytisk terapi i praksis. Oslo: Universitetsforlaget.
- Hannah Arendt, Makt og vold. Tre ensayo. Oslo: Cappelen Damm Akademisk, 2017. (Del inglés al noruego) Títulos originales: Sobre la violencia, "La humanidad y el terror", "¿Es América por naturaleza una sociedad violenta?" 

## Entrevistas
- Sobre la serie de conferencias Psicoanálisis y política "Introducción al psicoanálisis y la política" en Journal of Psycho-Social Studies Volumen 7. 2013.

- En sueco: Lene Auestad, Iréne Matthis y Diana Mulinari: Vad ska vi med psykoanalysen till? (¿Para qué necesitamos el psicoanálisis?) en la revista Fronesis, número especial sobre la psique, (psyket)no.44-45 2013.

- En español: Encuentro en la SEP del grupo Psychoalysis and Politics Entrevista a Lene Auestad y Jonathan Davidoff por los psicoanalistas españoles Neri Daurella y Eileen Wieland, en las páginas web de la Sociedad Española